# Polygoniodes terraba
Polygoniodes terraba är en fjärilsart som beskrevs av William Schaus 1911. Polygoniodes terraba ingår i släktet Polygoniodes och familjen nattflyn. Inga underarter finns listade i Catalogue of Life.